# Loi relative à l'information et à la protection des emprunteurs dans le domaine immobilier
 (février 2014).
Si vous disposez d'ouvrages ou d'articles de référence ou si vous connaissez des sites web de qualité traitant du thème abordé ici, merci de compléter l'article en donnant les références utiles à sa vérifiabilité et en les liant à la section « Notes et références ».
Lire en ligne

Texte sur Légifrance

Loi Scrivener
La loi n°79-596 du 13 juillet 1979 relative à l'information et à la protection des emprunteurs dans le domaine immobilier, dite loi Scrivener II du nom de la secrétaire d’État à la Consommation Christiane Scrivener, est une loi française ayant pour but d'informer et de protéger l'emprunteur dans le domaine immobilier en établissant des règles que les établissements financiers doivent respecter. Son objectif principal est de lutter contre le surendettement des personnes physiques.

## Domaine d'application de la loi
La loi s'applique pour les crédits à but immobilier, que cet immobilier soit pour usage d'habitation ou mixte (habitation et travail). Les travaux immobiliers dont le montant est inférieur ou égal à 75 000 euros ne sont pas concernés par la Loi Scrivener 2 mais sont régis par la première Loi Scrivener. Les immeubles ayant pour seule fonction une utilité professionnelle ne dépendent pas non plus de cette loi.

## Résumé de la loi
Conjointement aux règles édictées par la première loi Scrivener, la loi Scrivener 2 impose certaines spécificités liées aux prêts immobiliers :
- Edition d'un tableau d'amortissement détaillé : Pour chaque échéance il doit indiquer le montant du capital et des intérêts remboursés,
- Le montant des frais de dossier, d'instruction ou de part sociale. (Les parts sociales étant généralement dues dans le cas d'établissements mutualistes),
- Le rappel des durées de validité de l'offre de prêt émise.
- Délai de réflexion de 30 jours francs avec un délai minimum de 10 jours à compter de la réception de l’offre (le cachet de la poste fait foi). l'offre peut être acceptée à partir du 11e jour.